# Sandra Detzer
Sandra Detzer (Munique, 21 de abril de 1980) é uma política alemã da Aliança 90/Os Verdes que tem servido como membro do Bundestag desde que foi eleita nas eleições federais de 2021, em representação do distrito de Ludwigsburg.

## Início de carreira
De 2011 a 2016 Detzer trabalhou como assessora de política financeira e económica do grupo parlamentar do Partido Verde no Parlamento Estadual de Baden-Württemberg.

## Carreira política

### Carreira na política estadual
De 2016 a 2021, Detzer co-presidiu o Partido Verde em Baden-Württemberg, ao lado de Oliver Hildenbrand. Sob a sua liderança, o conselho decidiu pela expulsão de Boris Palmer do partido em 2021.
Nas negociações para formar um governo de coligação sob a liderança do ministro-presidente de Baden-Württemberg Winfried Kretschmann após as eleições estaduais de 2021, Detzer liderou a delegação do seu partido no grupo de trabalho sobre clima, política ambiental e energia; o seu co-presidente da CDU foi Andreas Jung.

### Membro do Parlamento Alemão, 2021–presente
No parlamento, Detzer serve no Comité de Finanças e no Comité de Assuntos Económicos desde 2021.